# 新進腹足類
新进腹足类（学名：Caenogastropoda；，意思就是「新近」）是腹足纲之下的一個生物分类学演化支。舊作新生腹足總目，是最早由賴斯利·覺士於1960年提出，其中包含了很大数量海生腹足纲的种群，也包括少量在淡水及陸地生活的物種。新进腹足类由原来的中腹足目（Mesogastropoda）和新腹足目（Neogastropoda）组成，包含了腹足纲約60%的物種，例如：骨螺科、玉螺科等科，合計共約三萬個物種。

## 生物学
新进腹足类的外形表现身体扭曲成螺旋状，所以先前曾被归为扭神经亚纲（Streptoneura）和前鳃亚纲（Prosobranchia）。其特征包括，一个心耳和一对心叶，一个栉鳃，因此被更早的学者称为单心耳目（Monotocardia或Pectinobranchia）。

## 分類
本分類最早由賴斯利·覺士於1960年提出，當時是一個總目。
本類是從原来约翰尼斯·提艾利（Johannes Thiele）在1925年發表的分類方案裡的中腹足目（Mesogastropoda）和新腹足目（Neogastropoda）合併组成，等同於Mörch在1865年發表的單心耳目。
根据齿舌的解剖学特征，本分類物種大致可以被分成两类：
- 带舌目Taenioglossa（taenio意思为带状），即後來的中腹足目Mesogastropoda，每行具有7个齿。
- 狭舌目Stenoglossa（stena意思为狭窄），即後來的新腹足目Neogastropoda，每行具有1-3个齿。

現時被作為一個不排序的支序去處理。基於系統分類學的優化分析，本支序確認為單系群。

### 1997年分類
旁得和林德伯格的腹足類分類 (1997年)及其他研究（例如：Vega et al., 2006;Harzhauser, 2004;及
Pina, 2002）均認同Cox(1960)的分類，認為新進腹足類是一個總目。在本分類中，新進腹足總目屬於直腹足亞綱（Orthogastropoda）。

### 2005年分類
在2005年出版的布歇特和洛克羅伊的腹足類分類，本類物種大致分為以下四大分支：
- 新進腹足類的地位未定物種
- 主扭舌非正式群組 Architaenioglossa
- 吸螺支序 Sorbeoconcha
- 高腹足類支序 Hypsogastropoda：從吸螺目之下提升至跟吸螺目同級。

### 2017年分類
在2017年出版的布歇特等人的腹足類分類，本類物種大致分為以下四大分支：
- 主扭舌目（Architaenioglossa）
- 玉黍螺形目（Littorinimorpha）
- 新腹足目（Neogastropoda）
- 吸螺目（Sorbeoconcha Ponder & Lindberg, 1997）：其範圍從新修訂過[12]。
- 然後其餘內容都被歸到新進腹足類的地位未定物種（暫時名稱）

以下分類只有名稱，不再有從屬的分類單元：
- 高腹足總目（Hypsogastropoda）

異名
- 狭舌目 Stenoglossa依然被視為新腹足目的異名。